# Championnats du monde de patinage artistique 1936
Navigation
Mondiaux 1935 Mondiaux 1937
Les championnats du monde de patinage artistique 1936 ont lieu 21 au 29 février 1936 au Vélodrome d'Hiver de Paris en France. C'est la première fois que la France organise les mondiaux de patinage artistique.
La norvégienne Sonja Henie remporte son 10e titre mondial, record qui n'a jamais été égalé jusqu'à présent.

## Qualifications
Les patineurs sont éligibles à l'épreuve s'ils représentent une nation membre de l'Union internationale de patinage (International Skating Union en anglais). Les fédérations nationales sélectionnent leurs patineurs en fonction de leurs propres critères. 

## Podiums
| Épreuves                      | Or                        | Argent                    | Bronze                      |
| ----------------------------- | ------------------------- | ------------------------- | --------------------------- |
| Messieurs résultats détaillés | Karl Schäfer              | Graham Sharp              | Felix Kaspar                |
| Dames résultats détaillés     | Sonja Henie               | Megan Taylor              | Vivi-Anne Hultén            |
| Couples résultats détaillés   | Maxi Herber / Ernst Baier | Ilse Pausin / Erik Pausin | Violet Cliff / Leslie Cliff |

## Tableau des médailles
| Rang  | Nation      | Or | Argent | Bronze | Total |
| ----- | ----------- | -- | ------ | ------ | ----- |
| 1     | Autriche    | 1  | 1      | 1      | 3     |
| 2     | Allemagne   | 1  | 0      | 0      | 1     |
| 2     | Norvège     | 1  | 0      | 0      | 1     |
| 4     | Royaume-Uni | 0  | 2      | 1      | 3     |
| 5     | Suède       | 0  | 0      | 1      | 1     |
| Total | Total       | 3  | 3      | 3      | 9     |

## Détails des compétitions

### Messieurs
| Rang | Nom                | Nation      | Places | Points | Fig. impo. | Prog. libre |
| ---- | ------------------ | ----------- | ------ | ------ | ---------- | ----------- |
| 1    | Karl Schäfer       | Autriche    | 6      | 383.56 | 1          | 1           |
| 2    | Graham Sharp       | Royaume-Uni | 10     | 377.26 | 2          | 4           |
| 3    | Felix Kaspar       | Autriche    | 17     | 370.26 | 3          | 3           |
| 4    | Jack Dunn          | Royaume-Uni | 18     | 368.94 | 5          | 2           |
| 5    | Montgomery Wilson  | Canada      | 26     | 361.04 | 4          | 6           |
| 6    | Dénes Pataky       | Hongrie     | 29     | 355.32 | 6          | 5           |
| 7    | Leopold Linhart    | Autriche    | 42     | 336.62 | 10         | 7           |
| 8    | Robin Lee          | États-Unis  | 42     | 335.04 | 7          | 10          |
| 9    | Herbert Alward     | Autriche    | 43     | 333.02 | 8          | 9           |
| 10   | Freddy Mésot       | Belgique    | 45     | 333.18 | 9          | 8           |
| 11   | Erle Reiter        | États-Unis  | 58     | 319.00 | 11         | 13          |
| 12   | Jean Henrion       | France      | 63     | 314.87 | 14         | 11          |
| 13   | Toshikazu Katayama | Japon       | 62     | 316.38 | 12         | 12          |
| 14   | Lucian Büeler      | Suisse      | 69     | 308.16 | 13         | 17          |
| 15   | Kazuyoshi Oimatsu  | Japon       | 77     | 302.00 | 15         | 14          |
| 16   | Zenjiro Watanabe   | Japon       | 78     | 291.76 | 16         | 16          |
| 17   | Tsugio Hasegawa    | Japon       | 80     | 288.40 | 17         | 15          |

### Dames
| Rang | Nom                    | Nation      | Places | Points | Fig. impo. | Prog. libre |
| ---- | ---------------------- | ----------- | ------ | ------ | ---------- | ----------- |
| 1    | Sonja Henie            | Norvège     | 7      | 398.80 | 1          | 1           |
| 2    | Megan Taylor           | Royaume-Uni | 15     | 379.52 | 2          | 4           |
| 3    | Vivi-Anne Hultén       | Suède       | 21     | 376.57 | 3          | 2           |
| 4    | Emmy Putzinger         | Autriche    | 31     | 363.43 | 6          | 3           |
| 5    | Gweneth Butler         | Royaume-Uni | 77     | 355.62 | 4          | 11          |
| 6    | Victoria Lindpaintner  | Allemagne   | 37     | 356.51 | 5          | 6           |
| 7    | Mollie Phillips        | Royaume-Uni | 53     | 343.74 | 8          | 5           |
| 8    | Mia Macklin            | Royaume-Uni | 55     | 345.91 | 7          | 8           |
| 9    | Pamela Prior           | Royaume-Uni | 69     | 339.87 | 9          | 10          |
| 10   | Etsuko Inada           | Japon       | 73     | 337.97 | 10         | 9           |
| 11   | Yvonne de Ligne-Geurts | Belgique    | 81     | 334.34 | 11         | 12          |
| 12   | Glady Jagger           | Royaume-Uni | 85     | 329.58 | 15         | 13          |
| 13   | Audrey Peppe           | États-Unis  | 92     | 327.05 | 16         | 7           |
| 14   | Gaby Clericetti        | France      | 95     | 329.07 | 13         | 14          |
| 15   | Jacqueline Vaudecrane  | France      | 102    |        | 14         |             |
| 16   | Pamela Stephany        | Royaume-Uni | 102    |        | 12         |             |
| 17   | Jeanine Garanger       | France      | 115    |        | 17         |             |

### Couples
| Rang | Nom                                | Nation      | Places | Points |
| ---- | ---------------------------------- | ----------- | ------ | ------ |
| 1    | Maxi Herber / Ernst Baier          | Allemagne   | 5      | 11.40  |
| 2    | Ilse Pausin / Erik Pausin          | Autriche    | 11     | 11.10  |
| 3    | Violet Cliff / Leslie Cliff        | Royaume-Uni | 18     | 10.72  |
| 4    | Louise Bertram / Stewart Reburn    | Canada      | 20     | 10.56  |
| 5    | Maribel Vinson / George Hill       | États-Unis  | 22     | 10.54  |
| 6    | Grace Madden / James Lester Madden | États-Unis  | 29     | 10.04  |